# Dreimal nach Mexiko
Dreimal nach Mexiko ist der Titel einer amerikanischen Komödie im Verleih der WB aus dem Jahr 1965. Es ist eine Sinatra Enterprise A-C Produktion in Technicolor und Panavision.

## Handlung
Dan Edwards hat eine Werbeagentur, ist mit Valerie verheiratet und hat zwei Kinder: eine 18-jährige Tochter namens Tracy und David als vorlauten jüngsten Spross der Familie. Mit zur erweiterten Familie gehört der trinkfreudige Ernie Brewer, Dans Geschäftspartner und Valeries früherer Freund. Die Ehe der beiden ist zur Gewohnheit geworden. Valerie würde sich gerne scheiden lassen, weil sich ihr Mann in den letzten Jahren zu wenig um sie kümmerte. Gute Freunde schlagen ihnen eine zweite Hochzeitsreise nach Mexiko vor, doch damit beginnen die turbulenten Verwirrungen.
Zwar ist Valerie zufrieden, weil ihr Göttergatte endlich wieder Zeit für sie hat, aber es kommt auch wieder zu einem Streit. Ein übereifriger Fremdenbetreuer glaubt helfen zu müssen und plötzlich ist das Paar – auch wegen mangelnder Kenntnis der mexikanischen Sprache – nun doch geschieden. Das ist den beiden nun auch wieder nicht recht. Sofort wollen sie den alten Zustand wiederherstellen. Aber vorher muss Dan noch einmal dringend nach Hause, um nicht aufschiebbare Verhandlungen mit einem wichtigen Auftraggeber zu führen. Die Hochzeitsvorbereitungen sollen schon einmal anlaufen, denn am übernächsten Tag will er wieder zurück sein. Doch Dan hat länger zu tun als gedacht und schickt Ernie als Vermittler mit dem Auftrag, den Hochzeitstermin zu verschieben und Valerie inzwischen zu trösten.
Jetzt aber läuft alles schief. Diesmal sorgen die bereits erwähnten sprachlichen Defizite dafür, dass plötzlich Valerie und Ernie miteinander verheiratet sind. Natürlich will der sich sofort wieder von ihr trennen, aber Valerie streikt. Sie ist etwas verärgert, ihr Dan soll jetzt ruhig auch etwas schmoren. Der Schuss geht nach hinten los: Das neue Junggesellenleben ist mittlerweile so recht nach Dans Geschmack, hat er doch Ernie die letzten Jahre deswegen immer insgeheim beneidet. Fortan genießt er die Freiheit und kümmert sich nicht mehr um Frau und Kinder. Endlich hat das Schicksal die Lösung. Als Folge der zweiten Hochzeitsreise ist Valerie schwanger, und Dan wird erneut Vater. Das bedeutet nach dem damaligen Hollywood-Codex: Heirat. So muss denn nun eine dritte Reise nach Mexiko die Formalitäten regeln.

## Hintergrund
Zwölf Jahre vor diesem Film standen Deborah Kerr und Frank Sinatra bereits in Verdammt in alle Ewigkeit gemeinsam vor der Kamera. Der Film war das Comeback Sinatras nach längerer künstlerischer Pause. Für seine Darstellung in Verdammt in alle Ewigkeit erhielt Frank Sinatra einen Oscar, während die ebenfalls nominierte Deborah Kerr leer ausging.

## Kritiken
„Routineunterhaltung mit Verwicklungen, Rollenwechseln und Versöhnung nach Hollywood-Norm.“

## Quelle
- Illustrierte Filmbühne Nr. S 7247, München